# Jeanneau (Bootshersteller)
Jeanneau ist eine der größten französischen Werften für Sportboote.

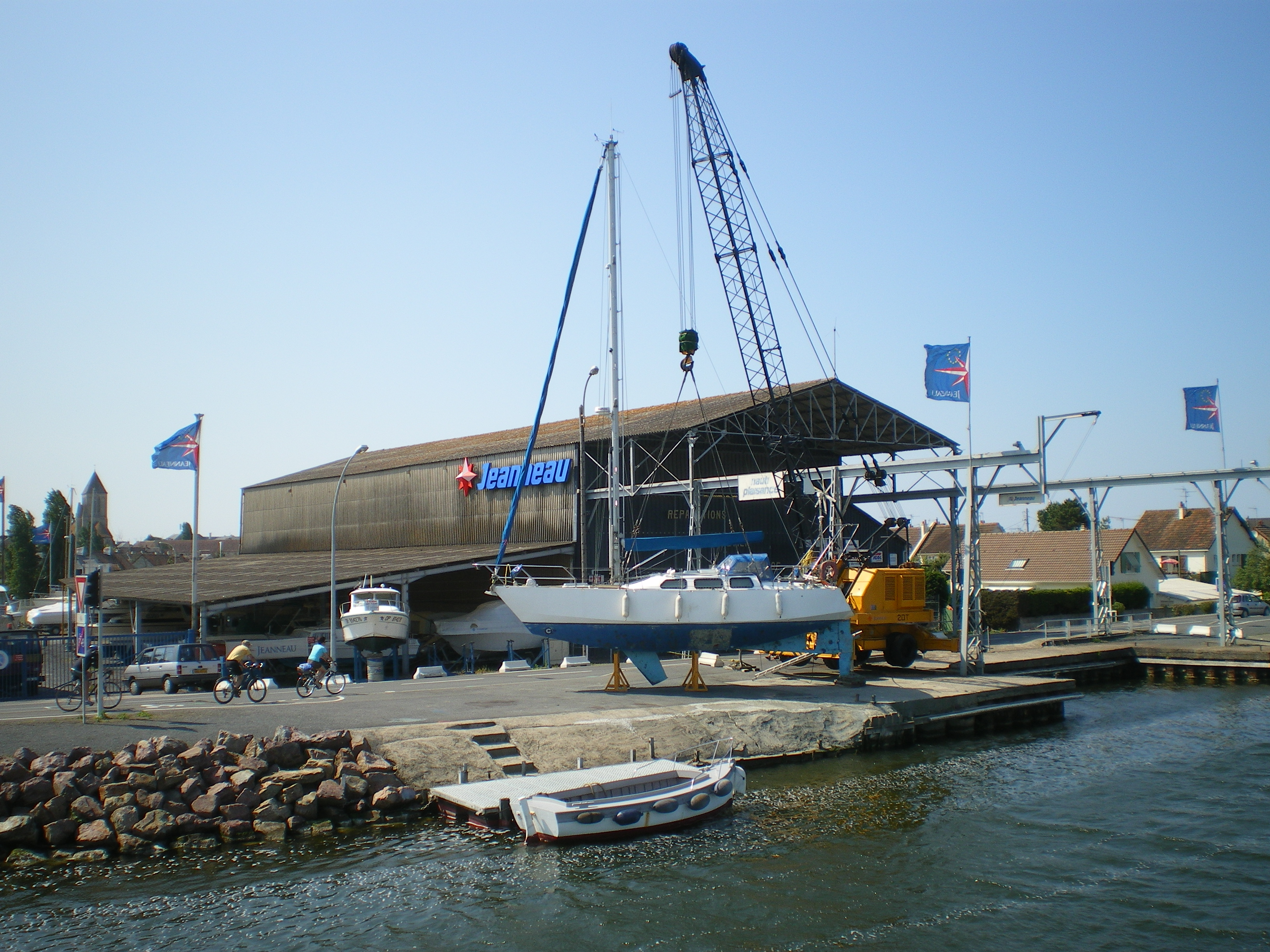
Werft in Ouistreham

## Geschichte
Henri Jeanneau begann 1957 in der väterlichen Werkstatt in Les Herbiers, sein erstes Motorboot zu bauen, um am Rennen 6 Stunden von Paris teilzunehmen. Nach der erfolgreichen Teilnahme entwickelte sich aus dem Hobby ein Gewerbe. 1959 stellte er zwei Bootsbauerlehrlinge in seinem jungen Unternehmen Le Hall Nautique de l’Ouest ein. Später firmierte Jeanneau unter dem Namen Les Constructions Nautiques Jeanneau.
Anfang der 1960er Jahre wurden die ersten Motorboote aus Polyester hergestellt, wobei die Calanque als Vorreiter noch eine klassische Deckskonstruktion aus Holz erhielt. Mit der noch im selben Jahr entwickelten Mirage kam der Schritt zu einem Boot, das insgesamt aus Kunststoff bestand. Damit war der Sprung in eine Serienproduktion gemacht: Sobald ein Rumpf oder Werkstück ausgehärtet und der Form entnommen war, konnte mit der Fertigung des nächsten begonnen werden. Eine Form lieferte relativ schnell eine Vielzahl von identischen Einzelteilen.
Allmählich setzten sich die GFK-Boote durch, und die aufwändige Produktion von Holzbooten wurde eingestellt.
1964 eröffnete sich Jeanneau mit der Vorstellung der ersten Segelboote ein neues Geschäftsfeld. Zugute kam ihm dabei die wachsende Popularität des Wassersports, als im gleichen Jahr Eric Tabarly die OSTAR Einhandregatta gewann. Dem folgten weitere französische Regattaerfolge, wobei auch einige Schiffe von Jeanneau bei den Gewinnern waren. 
Gegen Ende der 1960er Jahre, mit der Industrialisierung des französischen Bootsbaus, kam es bei Jeanneau zu einer Ausweitung der Serienfertigung, was weitere Kosteneinsparungen brachte und mehr Menschen den Segelsport ermöglichte. Dies zeigte sich vor allem an der 1970 vorgestellten Jeanneau Sangria mit einer Stückzahl von 2500.
Seit dem Aufkauf im Jahr 1995 gehört Jeanneau zur Unternehmensgruppe Bénéteau.

## Modellpalette

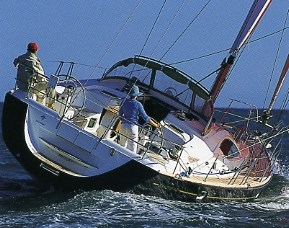
Sun Odyssey DS 49

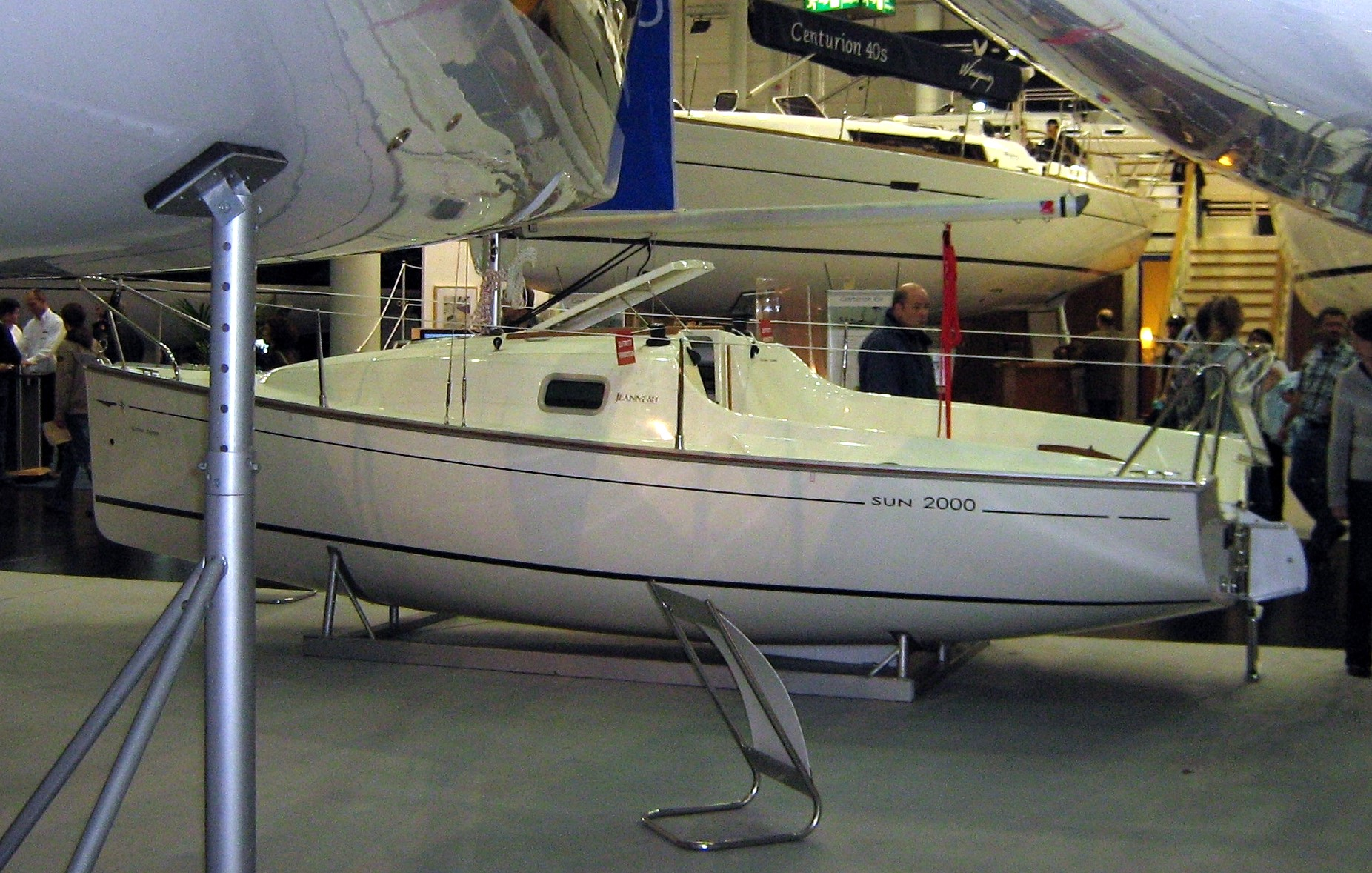
Sun 2000 auf der boot 2007

Obwohl Jeanneau als Motorboothersteller begann, sind heute die Segelboote mindestens im gleichen Maß vertreten. Neben kleineren Arbeitsbooten wie z. B. der Rigiflex-Boote werden folgende Serien angeboten:

### Segelboote
- Sun Odyssey DS (41 bis 50 Fuß)
- Sun Odyssey (34 bis 52 Fuß)
- Sun Fast 3200 und 3600
- Jeanneau Yachts 51-64Fuss
- Sun Odyssey 349

### Motorboote
- Cap Camarat CC
- Cap Camarat WA
- Cap Camarat DC
- Cap Camarat BR
- Leader
- Merry Fisher
- Merry Fisher Marlin
- Prestige (42 bis 75 Fuß)
- Velasco (seit 2013)
- NC (New Concept)